# لاکشمیرانی ماجی
لاکشمیرانی ماجی (انگلیسی: Laxmirani Majhi؛ زادهٔ ۲۶ ژانویهٔ ۱۹۸۹) کماندار اهل هند است.
وی در مسابقات کشوری و بین‌المللی در مجموع برندهٔ ۱ مدال نقره شده‌است.